# Pücklerschloss Bunzlau
Das Pücklerschloss Bunzlau (polnisch pałac Pücklera) befindet sich in Bolesławiec (deutsch Bunzlau) in der Woiwodschaft Niederschlesien in Polen. 

## Bauwerk
Das Schloss entstand 1857 durch Umbau einer früheren Anlage im Stil des Klassizismus. Der dreiflügelige Bau mit U-förmigem Grundriss und einem dominanten, mit einer Zinne bekrönten Turm erhielt einen einheitlichen neugotischen Stil.

## Geschichte
Das Schloss entstand 1857 für Hermann Erdmann Konstantin von Pückler. In den 1870er Jahren kam das Schloss in Besitz des Grafen Hatzfeld, dann wurde das Schloss von Samuel Woller gekauft, dem Besitzer der Textilfabrik „Concordia“. Im Jahre 1920 kaufte der Bunzlauer Magistrat das Anwesen, um hier ein Jugendheim und die Städtische Lesehalle sowie die Stadtbibliothek unterzubringen. In den Jahren 1927–1928 wurden die Bibliothek und der Lesesaal umgebaut nach dem Entwurf von Artur Hennig, dem Dozenten an der Staatlichen Keramischen Fachschule in Bunzlau. In den 1930er Jahren beherbergte das Gebäude eine Sportschule, später eine Schule für Leiter des Reichsarbeitsdienstes.
Nach dem Übergang Schlesiens an Polen nach dem Zweiten Weltkrieg 1945 gehörte das Gebäude u. a. der Städtischen Wohnungsbaugesellschaft Bolesławiec. Bisher war in der Anlage ein Schulkomplex untergebracht, derzeit wird das Schloss restauriert; danach und wird es das Keramikmuseum beherbergen.